# Erioptera bequaerti
Erioptera bequaerti är en tvåvingeart som beskrevs av Alexander 1923. Erioptera bequaerti ingår i släktet Erioptera och familjen småharkrankar. Inga underarter finns listade i Catalogue of Life.